# SN 2007W
SN 2007W – supernowa typu II odkryta 15 lutego 2007 roku w galaktyce NGC 5105. W momencie odkrycia miała maksymalną jasność 17,10m.